# Buševec
Buševec falu Horvátországban Zágráb megyében. Közigazgatásilag Velika Goricához tartozik.

## Fekvése
Zágráb központjától 22 km-re, községközpontjától 10 km-re délkeletre, a Velika Goricáról Sziszekre menő főút mentén, az épülő A11-es autópálya mellett fekszik.

## Története
A római korban itt haladt át a Dalmáciából Siscián át Poetovioba haladó kereskedelmi út, melynek maradványai még láthatók. A falu nevét valószínűleg az itt egykor birtokos Bussewetz családról kapta, akik egészen a 16. századig éltek a településen. Rajtuk kívül birtoka volt itt a Turhan, a Beriszló családnak, a zágrábi káptalannak és később a medvevári Gregorjánczi Ambrusnak is. 1225-ben IV. Béla még szlavón hercegként a zágrábi várhoz tartozó egyes jobbágyokat nemesi rangra emelt, akik mentesültek a várispánok joghatósága alól és a zágrábi mező (Campi Zagrabiensis) nemeseinek közössége, azaz saját maguk által választott saját joghatóság (comes terrestris) alá kerültek. Az így megalakított Turopljei Nemesi Kerülethez tartozott Buševec is. Ezen belül közigazgatásilag a Polje járás egyik judikátusának (bírói hivatal) székhelye volt.
Egykori várát 1405-ben Obrucsáni Sztrezivoj fia András nagykelméki várnagy építtette. 1413-ban említik utoljára. Pontos helye nem ismert. A falu neve 1459-ben személynévben szerepel először "de Busewz" alakban. 1490-ben "possessio Bwsowcz", 1501-ben "Bussewchy villa", 1503-ban "Buzewcz", 1538-ban "Bwsewch", 1555-ben "Pwsewcz", 1645-ben "villa Busoucz" alakban említik a korabeli források. A falu és környéke a 16. századtól sokat szenvedett a gyakori török támadások miatt. Amikor 1592-ben Hasszán boszniai pasa végigpusztította a Túrmezőt és mintegy 35000 lakost hurcolt rabságba számos ősi túrmezei család pusztult ki és nem maradt egyetlen ép falu sem. Ekkor pusztult ki Buševec és Turhan család is. Ma régi Buševeciek már csak Boszniában a Kladanj melletti Buševo faluban élnek és iszlám hitűek.
A 17. században új nemes családok tűntek fel itt, akiknek utódai többségben ma is itt élnek. Érkezésük pontos ideje nem ismert, de ekkor épült fel az a fakápolna, melyet a Szent Apostolok tiszteletére szenteltek és amely 1768-ban egy tűzvészben égett le. Hamarosan azonban újjáépítették, de a 20. század elején ismeretlen okból Keresztelő Szent János tiszteletére szentelték fel.
A kerület megszüntetése után Buševecet is a Zágráb vármegyéhez csatolták. 1857-ben 392, 1910-ben 695 lakosa volt. Trianon előtt Zágráb vármegye Nagygoricai járásához tartozott. A gyakori tűzesetek miatt 1900-ban megalakították az önkéntes tűzoltóegyletet. 1908-ban ötosztályos alapiskola, 1912-ben könyvtár kezdte meg működését. 1920-ban megalakult a "Seljačka sloga" kultúrkör, majd 1934-ben a "Seljak" (ma "Polet") sportklub is. Később a Seljaška sloga népművészeti, színjátszó, irodalmi, valamint fotó és videó szekcióval egészült ki. A Poletnek pedig labdarúgó és sakk szakosztálya alakult. 2001-ben a falunak 906 lakosa volt. ma a településen négyosztályos alapiskola, óvoda, közösségi ház, tűzoltóegylet, sportház, vadásztársaság, nőegyesület, több üzlet és vállalkozás működik. Új templomát nemrég építették.

## Lakosság
| Lakosság változása | Lakosság változása | Lakosság változása | Lakosság változása | Lakosság változása | Lakosság változása | Lakosság változása | Lakosság változása | Lakosság változása | Lakosság változása | Lakosság változása | Lakosság változása | Lakosság változása | Lakosság változása | Lakosság változása |
| ------------------ | ------------------ | ------------------ | ------------------ | ------------------ | ------------------ | ------------------ | ------------------ | ------------------ | ------------------ | ------------------ | ------------------ | ------------------ | ------------------ | ------------------ |
| 1857               | 1869               | 1880               | 1890               | 1900               | 1910               | 1921               | 1931               | 1948               | 1953               | 1961               | 1971               | 1981               | 1991               | 2001               |
| 392                | 447                | 481                | 578                | 666                | 695                | 691                | 814                | 909                | 979                | 1019               | 1027               | 1030               | 979                | 906                |

## Nevezetességei
- Keresztelő Szent János tiszteletére szentelt fakápolnáját[4] 1668-ban építették és eredetileg a Szent Apostolok tiszteletére szentelték fel. 1768-ban az átépítéskor új hajót és harangtornyot építettek. A gazdagon díszített barokk főoltáron álló Keresztelő Szent János szobor 1696-ban készült. Különösen értékesek a falakon és a boltozaton látható festmények, melyek az a passió jeleneteit, Szent Mártont, Szent Györgyöt, Szent Katalint, apostolok búcsúzását és a négy evangélistát ábrázolják. A belső festés 1720 körül indult és 1741 előtt nem fejeződött be, a faliképek népi festőművészet remekei. A kápolnának értékes, a 17-18. században készített kelyhe és miseruhái vannak, harangját 1662-ben öntötték. A kápolnát 1907-ben renoválták, új tetőfedést kapott, padlóját burkolták. Teljes újjáépítése nemrég fejeződött be.
- Keresztelő Szent János tiszteletére szentelt új temploma 1996 és 2001 között épült.
- Védett épület a Šišacka utca 41. szám alatti 19. századi emeletes lakóház.[5] Téglalap alaprajzú épület nyeregtetővel. A  déli homlokzaton kettős lépcső található, amely a külső verandához vezet. Az emeleten a lépcsők egy kis nyeregetetős előtérben futnak össze. Hasonló előtér található a földszinti bejárat előtt is. A földszint téglából és növényzet motívumokkal díszített betontömbökből épült, míg felső része tölgyfa deszka. A főtető oromzati háromszögét, valamint a bejárat előtti mindkét előterét két síkban elhelyezett fűrészelt deszka zárja le. Alsó széleiket és szélvédőiket gazdag faragással díszítették.
- Ugyancsak védett a templom közelében, a Seljačka sloga téren álló 19. századi emeletes lakóház.[6] Mellette a kertben melléképületek, malom, kamra, disznóól, kukoricagóré, kenyérsütő kemence és kút található. A melléképületeket a közeli udvarokról hozták át ide, hogy bemutassák a helyi házak hagyományos környezetét, valamint kulturális örökségét.